# Albayzín
Albayzín er en bydel i Granada i Spanien. Albayzín stammer fra den mauriske periode og antyder, hvordan byen så ud på den tid. Den ligger på en bakkeskråning med udsigt til det berømte Alhambra, og mange turister kommer til Albayzín for at få et overblik over denne bygning.
I bydelen findes et tyrkisk bad, Granadas arkæologiske museum og San Nicolas- og San Salvador-kirkerne, sidstnævnte bygget på ruinerne af en maurisk moske.
Sammen med Alhambra og Generalife var Albayzín årsag til, at Granada i 1984 blev optaget på UNESCOs Verdensarvsliste.